# غاري سلاتر
غاري سلاتر (بالإنجليزية: Gary Slater)‏ هو صحفي رياضي بريطاني، ولد في 15 مايو 1961 في وارينغتون في المملكة المتحدة.